# Glitch (Pulsar)
Ein Glitch (aus dem Jiddischen „gletshn“ – rutschen, schlittern, weg gleiten) ist ein Effekt, der vor allem bei jungen Pulsaren auftritt, wenn die Drehgeschwindigkeit sich plötzlich ändert. Während eines Glitches erhöht sich die Drehgeschwindigkeit für weniger als 30 Sekunden, um dann wieder für mehrere oder hunderte Tage zum alten Wert zurückzukehren.
Man vermutet, dass Glitches von einem neutronalen Superfluid in der inneren Kruste ausgelöst werden, welches dann den Drehimpuls auf die äußere Kruste überträgt. Die höhere Geschwindigkeit des Superfluids rührt daher, dass die Kruste über die Zeit Geschwindigkeit verliert gegenüber den Superfluids. Daher kann das Superfluid Drehimpuls speichern und dies von Zeit zu Zeit wieder an die Kruste abgeben, was dann von der Erde als Glitch beobachtet werden kann.